# پایگاه داده Web SQL
پایگاه داده Web SQL یک مشخصات API مرورگر وب منسوخ شده برای ذخیره‌سازی داده‌ها در پایگاه‌های داده‌ای است که می‌توان با استفاده از یک نوع SQL آنها را پرس‌وجو کرد. این فناوری تنها در مرورگرهای مبتنی بر Blink مانند Google Chrome و Microsoft Edge جدید، و مرورگرهای مبتنی بر WebKit مانند Safari پیاده‌سازی شده بود. از فوریه 2024، WebSQL به نفع WebStorage، IndexedDB و OPFS در حال حذف شدن است، اما هنوز در برخی زمینه‌ها تحت شرایط محدود قابل دسترسی است.

## پشتیبانی
API توسط گوگل کروم ، اپرا، مایکروسافت اج ، و مرورگر اندروید پشتیبانی می‌شود، اگرچه پشتیبانی به تدریج در حال حذف شدن است. Web SQL منسوخ شد و برای زمینه های شخص ثالث در Chromium 97 حذف شد. دسترسی SQL وب در زمینه‌های ناامن از Chrome/Chromium 105 منسوخ شده است و در آن زمان یک پیام هشدار در پانل مشکل ابزارهای برنامه‌نویس Chrome نشان داده شد.  API به طور کامل از Chrome 124 حذف خواهد شد.

## جدول زمانی
در ژانویه 2010، گوگل در دسترس بودن WebSQL Database API در گوگل کروم را اعلام کرد. 
توسعه دهندگان شرکت موزیلا علناً با این فناوری مخالفت کردند و در عین حال حامیان اصلی استاندارد «ذخیره‌سازی جایگزین»، IndexedDB، بودند. موزیلا استدلال کرد که تصویب WebSQL به عنوان یک استاندارد، ویژگی‌های عجیب پیاده‌سازی SQLite را مدون می‌کند. 
در نوامبر 2010، کارگروه برنامه های کاربردی وب W3C کار بر روی مشخصات را متوقف کرد و دلیل آن را عدم پیاده سازی مستقل (به عنوان مثال استفاده از سیستم پایگاه داده غیر از SQLite به عنوان بک‌اند) به عنوان دلیلی بود که مشخصات نمی توانست به سمت پیشنهاد W3C تبدیل شود. 
در سپتامبر 2019، اپل سافاری 13 را منتشر کرد که WebSQL را به طور کامل حذف کرد.
در نوامبر 2021، Chrome 97 پشتیبانی WebSQL را در زمینه های شخص ثالث حذف کرد. 
در فوریه 2023، Chrome 110 پشتیبانی WebSQL را در زمینه‌های ناامن حذف کرد اما استثناهایی را که با خط‌مشی سازمانی تنظیم شده بود مجاز کرد.
در اکتبر 2023، Chrome 119 با WebSQL غیرفعال در همه زمینه‌ها به‌طور پیش‌فرض ارسال شد، با قابلیت فعال کردن مجدد آن تا Chrome 123 از طریق آزمایشی منسوخ در برخی زمینه‌ها. 
در آوریل 2024، مرورگرهای مبتنی بر Chromium، از جمله Chrome 124 و Edge 124 پشتیبانی WebSQL را به طور کامل حذف کردند. 

## همچنین ببینید
- HTML5